# Transport 4: Mondbeben
Transport 4: Mondbeben ist ein Science-Fiction-Roman des deutschen Schriftstellers Phillip P. Peterson, der am 1. Juli 2019 mithilfe der Self-Publishing-Plattform Books on Demand (BoD) veröffentlicht wurde. Der Roman beschreibt einen Kampf gegen von außerirdischen Sporen angefallenen Menschen und die Eindämmung einer sich anbahnenden Pandemie. Eine englische Übersetzung von Jenny Piening, betitelt Transport 4: Moonquake, erschien ebenfalls im Jahr 2019. Phillip P. Peterson selbst beschreibt die Transport-Reihe als „schnell geschriebene Action-Romane“.

## Handlung
Fünf Jahre nach der Deaktivierung des Transporters auf New California haben dessen langjährige Kolonisten die auf der Venus stationierten Soldaten aufgenommen. Inzwischen wird die erste Generation alt und es wird überlegt, die Führung an die zweite Generation abzugeben. Zudem kommt die dritte Generation langsam zur Welt, etwa erfährt Russell von seinem ältesten Sohn Jim, demnächst Großvater zu werden. Es gibt auch weiterhin Reibungen, etwa hat Julian Morrow, der einst mit auf die Venusbasis gereiste Neffe von General Morrow, keinen guten Ruf. Entgegen ihrer aller Annahme, es würde mit ihrem Transporter nie wieder ein Kontakt zum Rest der Menschheit möglich sein, berichten in der Nähe spielende Kinder eines Tages von einem hinaus stolpernden Fremden. Russell bekommt von ihm noch eine letzte Warnung, dass große Gefahr drohe und jemand demnächst kommen werde, bevor der Fremde ins Koma fällt. Da der Transporter weiterhin nicht reagiert, muss angenommen werden, dass eine erneute Aktivierung von einem anderen Transporter möglich ist. Jedoch bleibt unklar, wie das der Menschheit nach der Zerstörung der Venus und damit des letzten Transporters im Sonnensystem gelungen sein soll. Russell findet in der Tasche des Fremden eine tiefschwarze und ungewöhnlich schwere Murmel. Untersuchungen ergeben dabei, dass dessen Dichte jedes bekannte Material übersteigt, womit als Beschaffenheit das unbekannte Material des Transporters vermutet wird. Auf der einstigen Venusbasis wurde entschlüsselt, dass dieses aus Raumzeitdefekten besteht. Tatsächlich stellt sich bei weiteren Untersuchungen des Spektrums heraus, dass die Murmel in starken Magnetfeldern wächst und daher wohl ein miniaturisierter Transporter ist. Innerhalb von eineinhalb Tagen wird dieser auf volle Größe herangezogen, muss sich jedoch noch mit dem Netzwerk verbinden. Russell besucht von dem Fremden auf einem Zettel und in unter Schwarzlicht sichtbarer Schrift auf seinem Körper mit dessen Raumanzug mit Selbstheilungsfähigkeiten zunächst eine außerirdische Basis auf einem kleinen Asteroiden und dann eine menschliche Basis auf einem größeren Himmelskörper mit ein wenig Schwerkraft. Dort wurde die Außenhülle der Halle um den Transporter durch einen schweren Kampf beschädigt, und es liegen brutal ermordete Leichen vor dem Tor. Weiter hinten in der Basis findet Russell hinter einer Schleuse einen Raum mit zweiunddreißig bewusstlosen Menschen in einer Luft mit immer weiter sinkenden Sauerstoffvorräten. Russell holt Hilfe, kann jedoch nicht direkt, sondern nur durch einen Umweg über den Transporter der außerirdischen Basis wieder nach New California gelangen. Zudem scheint sich dieser nicht an einen früheren Erkundungsversuch von ihm zu erinnern. Nach dem Verschluss der beschädigten Hülle der Halle weigert sich das Transportnetzwerk zunächst, einen dauerhaften Durchgang für einen Druckausgleich zu öffnen. Es können schließlich jedoch alle zweiunddreißig Menschen nach New California gerettet werden.
Nach ihrem Erwachen erzählt einer von ihnen, genannt Adam, ihre Geschichte. Scheinbar registrierte eine versteckte Transporterfabrik im Asteroidengürtel, dass es keine Transporter mehr im Sonnensystem gibt und schickte neue Transporter los, unter anderem auf den Mond, Europa und Titan. Auf einer Basis auf der Rückseite des Mondes und daher ohne direkte Kommunikation mit der Erde wurde dieser dann genauer erforscht, unter anderem für einen erneuten Kontakt mit New California. Ebenfalls mit einem magnetischen Feld wurde eine Ausbeulung erzeugt, welche dann als schwarze Murmel abfiel. In einer Nebenbasis wurde dann ein zweiter Transporter untersucht, da nach dem Kollaps der Venus in ein schwarzes Loch aus unbekannten Gründen eine Überführung auf die Erde verboten wurde. Genau diese Nebenbasis wurde völlig unerwartet von der Hauptbasis angegriffen, weshalb der Fremde, genannt Jeremy, in einem letzten verzweifelten Versuch für Hilfe losgeschickt wurde. Jeremy war es auch, der das Transportnetzwerk als Schutz manipulierte, um direkte Transporte von der Hauptbasis nach New California zu unterbinden. Stattdessen sind Reisen aktuell nur über als Supertransporter bezeichnete Knotenpunkte im Netzwerk möglich. Von der Nebenbasis ist es einer, von der Hauptbasis sind es zwei. Wie kurz darauf bekannt wird, bezahlte Jeremy für diese Tat schließlich mit seinem Leben. Bei einer Erkundung der Hauptbasis wird Julian Morrow bei einem Angriff verletzt und verliert auf New California völlig die Kontrolle, worunter vor allem die Ermordung eines Arztes zählt. Nachdem keine andere Wahl bleibt, als ihn ebenfalls zu ermorden, stellt sich bei der Obduktion heraus, dass sein Gehirn von außerirdischen Sporen befallen wurde. Bei einem Ablenkungsmanöver außerhalb der Hauptbasis von der Nebenbasis aus kann eine kleine Gruppe versteckt durch den Transporter in der Hauptbasis eindringen. Es stellt sich heraus, dass die außerirdischen Sporen von einer neu errichteten Kolonie auf dem Dschungelplaneten Oahu kommen und nun Infizierte zu anderen Kolonien leiten, insbesondere auch der Erde. Jedoch kann der Transporter auf Oahu wie einst der auf New California vom Netzwerk getrennt werden und Adam benachrichtigt ein Raumschiff im Mondorbit, sowohl eine bereits zu ihnen aufgebrochene Kapsel an Infizierten abzuschießen als auch bei der nächsten Umrundung eine Wasserstoffbombe auf die Hauptbasis zu werfen. Unerwartet wird Jim von einem Infizierten angefallen und am Fußknöchel verletzt. Russell muss daraufhin die schwere Entscheidung treffen, ihm sein Bein unterhalb des Knies mit einer Axt zu amputieren. Auf der Nebenbasis erfährt Russell während der Genesung von Jim, dass von den Infizierten inzwischen keine Gefahr mehr droht und für ihn eine Rückreise zur Erde nach nunmehr fünfundzwanzig Jahren möglich ist.

## Kritik
Volker Hoff meint, der Roman sei „wieder spannend von Anfang bis Ende“. Jedoch sei zu wünschen, dass „bei den Reisen der beschriebene Planet mit seiner außerirdischen Lebensform etwas ausführlicher beschrieben wird“, was „für weitere Romane noch ein großes Entwicklungspotential“ sei. Weiterhin ist unbekannt, warum Menschen „die einzige intelligente Lebensform in der Galaxis“ sind und „leider wurde auch im 4. Teil dazu (noch) nichts geschrieben“. Daher „können gerne weitere Romane der Transport-Reihe folgen, um eine Antwort zu finden“. Insgesamt hat der Roman „bestens unterhalten“.